# Sondra Radvanovsky
Sondra Radvanovsky (Berwyn, 1969 -)  é uma soprano lírico-spinto notabilizada por suas interpretações em óperas de Verdi.

## Características
Sua voz é marcada, segundo a crítica, pelo timbre escuro e incomum, pelo vibrato rápido, pelo fraseado intenso e pela grande flexibilidade e potência no registro agudo (capaz de atingir até o Mi6 bemol), e é também bastante elogiada pela sua sensibilidade e habilidade cênica.
Tais características permitem que ela adentre no repertório de soprano lírico, lírico-spinto e de coloratura com êxito. Tem interpretado personagens de óperas de estilos e exigências variadas, como Lucrezia Borgia, Elisabetta (Don Carlo), Manon Lescaut, Rusalka, Violetta (La Traviata) ou Donna Anna (Don Giovanni).
Sobre sua colega, a renomada mezzo Dolora Zajick disse:

"A grande coisa em trabalhar com Sondra é que ela tem uma atenção tão boa a detalhes artísticos e à arte verdiana. Isso não é tão fácil de encontrar neste ramo. Há muitas pessoas que tem uma boa presença mas não são musicalmente precisos, ou são musicalmente precisos mas não tem realmente uma boa presença. Por ela ser tão boa no que faz, vai criar um contraste interessante com a minha personagem. Ela nunca é generalizada - não tem aquele jeito vago. Quando ela faz um personagem, nunca há dúvida do que ela tem em mente."

## Carreira
Aos onze anos, mudou-se para Richmond, Indiana, quando seu pai foi transferido. De lá se mudou, posteriormente, para a Califórnia, chegando à faculdade para estudar arte dramática. Suas lições de canto começaram com aulas particulares com Martial Singher, outrora barítono francês de grande sucesso nos Estados Unidos, pouco antes de ele morrer.
Debutou profissionalmente como Mimì (La Bohème) na sua cidade natal. Em 1995, participou de uma competição no Metropolitan Opera cantando uma ária de Aida. Fez seu debute europeu em Colônia, como Tatyana de Eugen Onegin.
No Metropolitan Opera de Nova York, sua principal companhia, começou como comprimária, conquistou seu primeiro papel de destaque como Antonia e Stella (Les Contes d'Hoffmann), mas foi após sua Leonora (Il Trovatore) em 1999 que galgou posições até se tornar uma requisita intérprete verdiana: Violetta (La Traviata), em concerto, e Luisa Miller, em 2001; Elena (I Vespri Siciliani) e Elisabetta di Valois (Don Carlo) na temporada 2004-05; e Elvira (Ernani) na de 2007-08. Além desses, cantou no teatro nova-iorquino os papéis da Condessa de Ceprano (Rigoletto), em 1996, seu debute; Sacerdotisa (Aida) e Kate Pinkerton (Madama Butterfly), em 1997; Dorotea (Stiffelio) e Micaëla (Carmen), em 1998; a Serva (Elektra), em 1999; Musetta (La Bohème), em 2000; Donna Anna (Don Giovanni), em 2003; e Roxanne (Cyrano de Bergerac) e Rosalinde (Die Fledermaus), em 2005.
Em 2002, Radvanovsky cantou sua primeira Susannah na Lyric Opera of Chicago. Em 2004, debutou na Los Angeles Opera como Leonora (Il Trovatore)
, e obteve no mesmo teatro grande sucesso de público e crítica em 2008 com o seu debute em Suor Angelica, em uma produção de Il trittico de Woody Allen. Na temporada 2006-07, debutou na Staatsoper de Viena com I Vespri Siciliani e nas Ilhas Canárias com Lucrezia Borgia e voltou à Royal Opera House Covent Garden com um novo papel, Lina de Stiffelio. Na temporada 2007-2008, debutou no Teatro Carlo Felice, em Gênova, como Elena de I Vespri, e no La Scala de Milão como Roxanne. Ademais, fez então sua estréia no papel de Elvira (Ernani) no Teatro Verdi de Trieste, reprisando-o em Nova York pouco depois.
A Leonora de Il Trovatore se tornou o seu cavalos-de-batalha: em 2005, já o havia cantado mais de 100 vezes. Outro papel que tem se tornado, para a própria soprano, uma de suas grandes marcas é um de seus favoritos é o de Roxanne, na pouco conhecida ópera Cyrano de Bergerac, de Franco Alfano, tendo-o cantado em Milão, Nova York, Valência e Londres.
É vencedora das audições do Metropolitan Opera National Council, em 1995, e da competição vocal da George London, em 1997, além do primeiro prêmio da competição Loren L. Zachary Society em 1995. É bacharel do Young Artists Program e graduada do Lindemann Young Artist Development Program, ambos do Metropolitan Opera, tendo também se aprimorado com estudos avançados no Tanglewood Music Center e no College Conservatory of Music da Universidade de Cincinnati.